# Petronella Osgood
Pour les articles homonymes, voir Osgood.
Petronella Osgood est un personnage de fiction interprété par Ingrid Oliver dans la série Doctor Who. Il s'agit d'un personnage récurrent apparu dans la 7e saison de la nouvelle série. C'est une scientifique qui travaille pour UNIT. Elle a croisé quatre incarnations du Docteur (10e, 11e, 12e Docteurs et le Docteur de la Guerre) à ce jour. 

## Histoire du personnage

### Épisode 50eanniversaire:Le Jour du Docteur(2013)
Sa première rencontre avec le Docteur a lieu lors de l'attaque des Zygons dans Le Jour du Docteur, l'épisode du cinquantième anniversaire. Un Zygon a pris son apparence. Deux Osgood se retrouvent alors à devoir collaborer lors de l'établissement - forcé par le Docteur - d'un traité de paix. Lorsque celui-ci est signé, les deux Osgood en deviennent les garantes, ne révélant à personne laquelle des deux est Zygon ou humaine, connaissance qu'elles ont elles-mêmes perdue par l'action du Docteur. Ce traité de paix permet aux Zygons de vivre avec une apparence humaine sur Terre et garantit la non-agression réciproque des deux espèces.   

### Saison 8 (2014)
Au début de l'épisode Mort au Paradis, Missy et le Docteur sont arrêtés par UNIT. Le Docteur se voit libéré une fois qu'il a repris conscience. Missy, elle, reste sous la surveillance de deux gardes et d'Osgood. Alors que cette dernière est en train de travailler, Missy la distrait : d'abord en chantant, puis en lui parlant, et en lui disant qu'elle va la tuer une minute plus tard. Elle décide de ne pas prendre en compte cette provocation, elle retourne alors travailler. Missy continue de la distraire, en comptant de 10 à 0. Lorsqu'elle arrive à zéro, elle dit à Osgood de regarder dans sa poche, où cette dernière trouve des menottes. Missy se libère alors, tue les deux gardes d'un seul coup. Osgood supplie Missy de la laisser en vie mais celle-ci la tue sans gêne, et écrase ses lunettes. 

### Saison 9 (2015)

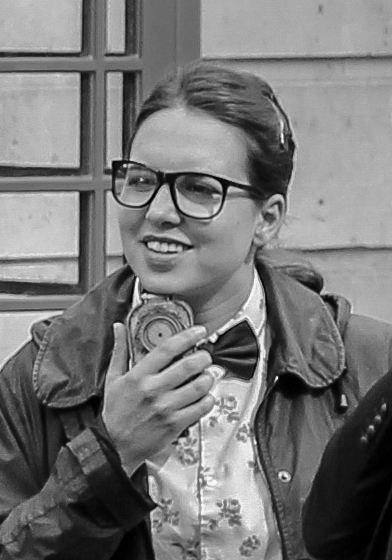
Ingrid Oliver dans le costume d'Osgood pendant le tournage de Doctor Who à Cardiff en juin 2014.

Dans Vérité ou Conséquences, première partie, "Osgood" - la survivante - apparaît dévastée par la perte de son alter ego. C'est alors qu'une faction des Zygon saisit ce prétexte pour se révolter contre leur commandement suprême, l'éliminer, et déclarer ainsi la guerre à la Terre. Osgood décide alors d’enquêter sur les Zygon et se rend au Nouveau-Mexique où elle finit par être enlevée. Le Docteur la sauve et tous les deux se rendent en avion à Londres, emmenant un Zygon qu'ils tentent de faire parler. Osgood explique au Docteur que peu importe qu'elle soit Zygon ou Humaine car elle représente avant tout la paix. C'est alors que "Bonnie" - le Zygon Clara - envoie un missile sur l'avion pour détruire ce qui apparaît comme un obstacle à l'invasion. L'épisode se termine à ce moment par un "To Be Continued".
Osgood et le Docteur échappent au missile en sautant en parachute dans Vérité ou Conséquences, deuxième partie. Le Docteur lui confie alors ses lunettes soniques pour remplacer les siennes, cassées pendant l’atterrissage. Ils apprennent que Clara tente de reprendre le dessus sur l'esprit de Bonnie. Après avoir reçu la vidéo de Clara/Zygon ils se rendent à l'endroit où elle a été prise. Là-bas ils découvrent le Zygon transformé par Bonnie qui, n'arrivant plus à se contrôler, se suicide sous leurs yeux. Kate les retrouve et les emmène où se cache Clara/Bonnie. Osgood se rend compte que ceux qui les ont emmenés sont des Zygon mais Kate se révèle être Humaine. Cette dernière tue les deux Zygon qui devaient les amener à Bonnie. Les deux femmes se retrouvent en présence des Boîtes d'Osgood. Après de longs monologues du Docteur et ses échanges avec Kate et Bonnie, la paix est de retour. Osgood refuse l'invitation du Docteur à le rejoindre dans le TARDIS et préfère protéger les Boîtes d'Osgood. C'est alors qu'un nouveau double d'Osgood - en fait Bonnie qui a compris la vision du Docteur - apparaît. C'est ainsi que les deux Osgood continuent de protéger la Terre.

## Personnalité
Osgood est une jeune femme qui manque de confiance en elle (elle dit par exemple dans Mort au Paradis qu'elle n'a rien de spécial). Elle souffre par ailleurs d'asthme.
Elle admire le Docteur, et porte de temps en temps des vêtements qui rappellent ceux des incarnations précédentes du Docteur : dans Le Jour du Docteur, elle porte une écharpe ressemblant à celle du 4e Docteur, dans Mort au Paradis un nœud-papillon comme celui du 11e Docteur, dont elle reprend d'ailleurs la phrase « les nœuds-papillon, c'est cool ». Enfin, dans Vérité ou Conséquences, elle porte un gilet à l'instar de celui du 7e Docteur.

## Apparitions d'Osgood
- 2013 : Le Jour du Docteur
- 2014 : Mort au Paradis
- 2015 : Vérité ou Conséquences, première partie
- 2015 : Vérité ou Conséquences, deuxième partie